# Episodi di Hart of Dixie (seconda stagione)
La seconda stagione della serie televisiva Hart of Dixie è stata trasmessa in prima visione negli Stati Uniti dal canale The CW dal 2 ottobre 2012 al 7 maggio 2013.
In Italia la stagione è stata trasmessa su Mya, canale pay della piattaforma Mediaset Premium, dal 9 ottobre 2013 al 29 gennaio 2014. In chiaro viene trasmessa in prima visione dal 12 gennaio 2015 su La 5. Qualche episodio della serie è stato trasmesso anche su Boing nel 2014.
| nº | Titolo originale                        | Titolo italiano           | Prima TV USA     | Prima TV Italia  |
| -- | --------------------------------------- | ------------------------- | ---------------- | ---------------- |
| 1  | I Fall to Pieces                        | Cadere a pezzi            | 2 ottobre 2012   | 9 ottobre 2013   |
| 2  | Always on My Mind                       | Un pensiero fisso         | 9 ottobre 2012   | 16 ottobre 2013  |
| 3  | If It Makes You happy                   | Ciò che rende felici      | 16 ottobre 2012  | 23 ottobre 2013  |
| 4  | Suspicious Minds                        | Menti sospettose          | 23 ottobre 2012  | 30 ottobre 2013  |
| 5  | Walkin' After Midnight                  | Passeggiata notturna      | 30 ottobre 2012  | 6 novembre 2013  |
| 6  | I Walk the Line                         | L'importanza delle regole | 13 novembre 2012 | 13 novembre 2013 |
| 7  | Baby, Don't Get Hooked On Me            | Affezionarsi troppo       | 20 novembre 2012 | 20 novembre 2013 |
| 8  | Achy Breaky Hearts                      | Cuori spezzati            | 27 novembre 2012 | 27 novembre 2013 |
| 9  | Sparks Fly                              | Scintille nell'aria       | 4 dicembre 2012  | 4 dicembre 2013  |
| 10 | Blue Christmas                          | Un Natale indimenticabile | 11 dicembre 2012 | 11 dicembre 2013 |
| 11 | Old Alabama                             | Manuale di coppia         | 15 gennaio 2013  | 18 dicembre 2013 |
| 12 | Island in the Stream                    | L'isola nel ruscello      | 22 gennaio 2013  | 25 dicembre 2013 |
| 13 | Lovesick Blues                          | Influenza d'amore         | 29 gennaio 2013  | 1º gennaio 2014  |
| 14 | Take Me Home, Country Roads             | Un romantico weekend      | 5 febbraio 2013  | 8 gennaio 2014   |
| 15 | The Gambler                             | Il giocatore d'azzardo    | 19 febbraio 2013 | 8 gennaio 2014   |
| 16 | Where I Lead Me                         | Delusioni in vista        | 26 febbraio 2013 | 15 gennaio 2014  |
| 17 | We Are Never Ever Getting Back Together | Mai più insieme           | 5 marzo 2013     | 15 gennaio 2014  |
| 18 | Why Don't We Get Drunk?                 | Infrangere le regole      | 9 aprile 2013    | 22 gennaio 2014  |
| 19 | This Kiss?                              | Questo bacio              | 16 aprile 2013   | 22 gennaio 2014  |
| 20 | If tomorrow never comes                 | Proposta di matrimonio    | 23 aprile 2013   | 29 gennaio 2014  |
| 21 | I'm Moving On                           | Andare avanti             | 30 aprile 2013   | 29 gennaio 2014  |
| 22 | On the Road Again                       | Una nuova avventura       | 7 maggio 2013    | 29 gennaio 2014  |

## Cadere a pezzi
- Titolo originale: I Fall to Pieces
- Diretto da: Tom Matheson
- Scritto da: Leila Gerstein

### Trama
George ci rimane male quando scopre che Zoe, benché egli abbia annullato il matrimonio con Lemon per stare con lei, sia andata a letto con Wade. Brick inizia a uscire con Emily, mentre Zoe conosce Ruby Jeffries alla clinica medica mentre visita in nonno di lei, il sergente. Zoe e Ruby fanno amicizia, quest'ultima è una donna di successo, ha appena venduto la ditta di cosmetici di cui era l'amministratrice, dopo la laurea aveva lasciato Bluebell per trasferirsi ad Atlanta, ma ora è ritornata.
Mentre Lemon fa colazione con Magnolia, AnnaBeth e Crickett le sorprende dichiarando che lascerà la casa del padre per trovarsene una sua, anche se non sposerà George non intende abbattersi, anzi ora vuole dare una svolta alla propria vita. Tuttavia non è facile, l'agente immobiliare le fa notare che lei ha sempre vissuto sotto la protezione di Brick, infatti non può permettersi una casa in quanto Lemon non ha un lavoro, quindi nessuna banca le farà un prestito dato che non ha garanzie. Lemon è irritata dal ritorno di Ruby, specialmente perché odia confrontarsi con lei: Ruby al contrario di Lemon si è dedicata al lavoro e infatti ha avuto successo nella vita, mentre Lemon ha trent'anni e ha fatto lo sbaglio di investire tutte le sue forze nella propria relazione con George.
Benché all'inizio fosse arrabbiato, George si scusa con Zoe, non aveva il diritto di giudicarla, specialmente perché ha sbagliato ad aspettare troppo prima di capire che è lei la donna con cui desidera stare. Se Wade è l'uomo che Zoe desidera, George è disposto ad accettarlo ma le chiede di scegliere lui. Al contrario Wade non riesce ad affrontare la cosa con maturità, adesso che George non speserà più Lemon, dà per scontato che Zoe e George staranno insieme, infatti la tratta con arroganza e indifferenza per mascherare le proprie insicurezze. Wade mette ben in chiaro che non ha alcuna intenzione di rivaleggiare con George per lei.
George parla con Wade affermando che lo considera un buon amico, e a dispetto del fatto che entrambi amano la stessa donna non vuole danneggiare il loro rapporto. Nonostante le premesse però i due si mettono a fare a pugni, interviene Brick che li ferma. Lemon si presenta a casa di Zoe che la aiuta a stare meglio dato che ha avuto un attacco di panico. Lemon le confessa che soltanto adesso si è resa conto che, non avendo una propria indipendenza, la propria vita è vuota; tuttavia Zoe ammette che, sebbene al contrario di Lemon lei abbia una carriera, nemmeno Zoe si sente realizzata. Zoe suggerisce a Lemon di cambiare vita a piccoli passi, l'attacco di panico che ha avuto è la prova che deve avere pazienza senza affrettare le cose. Lemon non è più arrabbiata con George, ha capito che non era destino che si sposassero, inoltre è riuscita a superare l'umiliazione subita, adesso ha capito di essere più forte di quanto pensasse.   
Purtroppo Zoe è costretta a deludere George, loro due non possono stare insieme, lui è stato al fianco di Lemon per tanti anni, e ora che tra loro è finita si aggrapperebbe a Zoe come ha fatto per tanto tempo con Lemon e la ferirebbe ancora. La realtà dei fatti è che George deve fare più esperienza con le donne mentre lei deve imparare ad avere relazioni più impegnative. Zoe confida che forse in futuro potranno stare insieme, quando saranno perfetti l'una per l'altro, ma ora se tentassero di avere una relazione fallirebbero.
Wade offre a Lemon un lavoro come cameriera al Rammer Jammer, all'inizio lei rifiuta non ritenendolo alla sua altezza, ma Wade la costringe a ridimensionare le sue aspettative, perché Lemon non è qualificata nemmeno per un lavoro così modesto, ma almeno è un punto di partenza. Ruby era l'ex fidanzata di Lavon, lui l'aveva asciata e ora scopre che la sua non è una visita temporanea a Bluebell, infatti resterà ancora un po' per accudire il sergente.

## Un pensiero fisso
- Titolo originale: Always on My Mind
- Diretto da: Anton Cropper
- Scritto da: Carter Covington

### Trama
Zoe e Wade continuano a essere amanti, ma lei nonostante non riesca a reprimere l'attrazione per Wade, non pare soddisfatta della loro relazione. Lavon cerca di evitare Ruby, è convinto che lei voglia solo trovare un sistema per fargliela pagare, colpevole di averla lasciata in passato, tuttavia non sembra che Ruby abbia un doppio fine, i due passano anche del tempo insieme conversando amichevolmente.
Dal momento che Addie si è licenziata per andare a studiare all'università, c'è un posto vagante allo studio medico come segretaria, quindi Brick lo offre a Lemon, ma lei rifiuta, adesso desidera lavorare al Rammer Jammer. Purtroppo è totalmente negata come cameriera, sbaglia le ordinazioni e si rifiuta di sparecchiare i tavoli. Wally non ha altra scelta e la licenzia. Intanto Rose propone a Lavon e Zoe un festival musicale a Bluebell, servono delle band affermate, Zoe chiede alla madre se può usare i propri contatti per degli ingaggi ma è inutile. Lavon propone allora Lily Anne Lonergan, era l'ex ragazza di Wade, suonavano insieme e in effetti ormai lei si è affermata come cantante.
Zoe, Wade e Rose vanno a Mobile per incontrare Lily, lei e Wade si sono separati in cattivi rapporti, lui si scusa per i propri atteggiamenti che hanno distrutto la loro relazione, e lei quindi accetta di partecipare al festival musicale. Dato che i membri della band di Lily sono tutti in vacanza, Rose le propone di esibirsi con la band di Wade di cui lei faceva parte. Il giorno del festival musicale è arrivato, tuttavia Lily ha un problema al dito (poco prima dell'inizio del suo concerto) e Zoe involontariamente la mette in paranoia portandola a pensare che ha un danno neurologico dato che Lily è ipocondriaca.
Lily rinuncia a cantare, e alla band di Wade che a breve deve esibirsi serve un cantante di riserva. Zoe chiede a George di sostituire Lily e infatti si mette a cantare con la band di Wade ottenendo successo tra il pubblico. Ruby fa un'inaspettata rivelazione a Lavon: ha deciso di candidarsi a sindaco di Bluebell contro di lui.

## Ciò che rende felici
- Titolo originale: If It Makes You Happy
- Diretto da: Elodie Keene
- Scritto da: Alex Taub

### Trama
Quando Zoe scopre che un giornalista di una rivista medica ha scritto un articolo su di lei affermando che si è "ritirata" a Bluebell, gli manda un'e-mail affermando che quella a Bluebell è una vita stimolante per la sua carriera medica. Il giornalista quindi va a Bluebell per imparare a conoscerla meglio, Zoe spera che possa scrivere su di lei un articolo migliore. George tenta una riconciliazione con Brick, desidera anche risarcirlo per i soldi spesi per l'organizzazione del matrimonio, ma lui non lo perdona per aver lasciato Lemon.
Zoe visita Tom il quale ha un eczema, ma dato che riscontra sintomi associati alla lebbra, lei ne è entusiasta, sperando che il giornalista attraverso tale situazione, scriva un articolo lusinghiero sulla giovane dottoressa. I casi di lebbra negli Stati Uniti sono rarissimi, quando Tom le rivela che era stato da Earl per dei lavori, va da lui con Wade e scoprono che nella sua casa si aggira un armadillo, infatti Zoe sa che sono portatori di lebbra. Wade e Zoe catturano l'armadillo ma dai test risulta negativo alla lebbra, il giornalista per nulla affascinato dal lavoro di Zoe, va via.
Lemon si arrabbia quando scopre che George esce con Shelby, decide di farsi accompagnare da AnnaBeth a una festa per conoscere qualche uomo, incontra un uomo affascinante di nome Walt Blodgett, però alla festa c'è anche Ruby, entrambe sono attratte da Walt. Lemon e Ruby si mettono a litigare, riaffiorano le vecchie beghe della loro gioventù, Ruby amava superare e sminuire Lemon perché odiava il fatto che quest'ultima faceva parte di una famiglia rispettata a Bluebell, è per questo che Ruby ce la metteva sempre tutta per superarla.
George va a cena con Shelby, lì incontra Brick che non tollerando il fatto che George esca con un'altra dopo aver lasciato Lemon, lo umilia davanti a Shelby la quale si sente a disagio sapendo che George è reduce da un mancato matrimonio di una relazione durata da anni. George e Brick si mettono a litigare animosamente per strada finché non interviene Lavon che li aiuta a calmarsi. George confessa a Brick di averlo sempre considerato un padre, anche Brick ammette di pensare a lui come a un figlio, quando stava con Lemon ha accolto George nella sua famiglia, e il fatto che lui e la figlia non stanno più insieme gli dà la sensazione di averlo perso. Brick e George (esortati da Lavon) si stringono la mano e poi si abbracciano riconciliandosi.
Wade fa capire a Zoe che è stata una sua scelta rinunciare a New York per rimanere a Bluebell, doveva mettere in conto che la propria carriera medica non sarebbe più stata entusiasmante come lei aveva sempre desiderato, ma è stato patetico da parte sua autoconvincersi che Tom avesse la lebbra per fare colpo sul giornalista. Zoe visita ancora Tom e nota che ha un alto livello di sodio e ipericina, ciò è dovuto al fatto che recentemente ha fatto uso di un farmaco per l'ansia a base di hypericum perforatum. Tom le confessa che Wanda vuole fare l'amore con lui, è agitato perché i suoi valori religiosi non gli permettono di fare sesso prima del matrimonio. Zoe si limita a consigliargli di parlarne con Wanda e di confrontarsi con lei sul problema.
Walt bacia Lemon ma lei si sente a disagio. AnnaBeth passa la notte nella barca di Jake ottenuta dal divorzio, viene raggiunta da Lemon e lei le suggerisce di concentrarsi sul proprio avvenire, che in effetti era il suo principale obiettivo dopo che George aveva deciso di non sposarla, solo perché George ha deciso di frequentare altre donne questo non significa che Lemon debba già trovarsi un altro compagno.
Lemon si presenta a casa di Lavon e si propone di dirigere la sua campagna elettorale, gli promette che lo aiuterà a vincere le elezioni e a sconfiggere Ruby. Zoe offre a Wade una serata di videogame in modo da divertirsi insieme, i due si siedono sul divano e giocano a Halo.

## Menti sospettose
- Titolo originale: Suspicious Minds
- Diretto da:Jhon Stephens
- Scritto da: Jamie Gorenberg

### Trama
Zoe appare abbastanza soddisfatta della sua relazione con Wade, benché sia incentrata unicamente sul sesso, ma poi quando va a trovarlo a casa sua lo vede in compagnia di una donna. Ruby, che già da prima desiderava presentare a Zoe suo cugino Zach, la convince a uscire con lui, anche se è ovvio che è solo un pretesto per far ingelosire Wade. Intanto Lemon, che ora vive nella barca di AnnaBeth, organizza un barbecue per la campagna elettorale di Lavon, ma anche Ruby ne mette in piedi uno analogo.
George continua a uscire con Shelby, ma non si sente a proprio agio con lei, infatti ciò che desidera è non frequentarla più, ma non ha idea di come lasciarla. Lemon ormai sta portando la comunità dalla parte di Lavon, sembra che la vittoria delle elezioni sia a portata di mano, ma stranamente Lemon è pallida, e ha la nausea alla vista del cibo: Crickett la porta a credere che forse è incinta.
Mentre Lemon è al supermercato con Lavon, cerca di rubare un test di gravidanza (infatti non vuole che si sappia che forse è incinta) ma il proprietario Frank, che aveva installato un sistema di sicurezza, riesce a beccarla. Lavon prende le difese di Lemon mentendo, affermando che è stato lui a rubarlo. Quando Wade lo scopre, non tarda a capire che era stata Lemon a rubare quel test di gravidanza e che probabilmente aspetta un figlio da George, riferendolo a quest'ultimo. George va nella barca a trovare Lemon ma lei gli spiega che il test ha dato esito negativo, non è incinta. George le giura che sarebbe tornato con lei se avessero avuto un figlio, ma Lemon pur ritenendo bello ciò che detto, gli fa capire che avrebbe sbagliato, facendo notare a George che il problema è che la sua vita è caotica perché non riesce a essere coerente con ciò che veramente desidera.
Quando Ruby scopre da Zoe che Lavon è stato accusato (ingiustamente) di taccheggio, lo fa sapere ai giornali, la notizia danneggia in parte la campagna elettorale, tanto che molti preferiscono andare al barbecue di Ruby piuttosto che a quello di Lavon; anche se Lemon lo ha messo in una cattiva posizione, lui non intende rinunciare al suo aiuto, vuole che sia ancora lei a occuparsi della sua campagna elettorale. George lascia Shelby e offre a Lemon la sua casa dato che a lei è sempre piaciuta, in cambio Lemon gli cede la barca dove ora lui andrà a vivere.
L'appuntamento tra Zoe e Zach è stato un disastro, Wade le spiega comunque che la donna che aveva visto a casa sua gli aveva soltanto venduto delle piastrelle per il bagno di Zoe che Wade sta ristrutturando. Anche se loro due non sono una coppia, Wade accetta le condizioni di Zoe la quale gli chiede una relazione monogama.

## Passeggiata notturna
- Titolo originale: Walkin' After Midnight
- Diretto da: Joe Lazarof
- Scritto da: Veronica Becker e Sarah Kucserka

### Trama
Zoe passa tutte le notti da Wade, ma quando di prima mattina torna a casa sua trova il proprio letto disfatto e qualcuno ha lasciato nel suo bagno uno spazzolino da denti, capisce che qualcuno entra di nascosto nella sua casa. George è pieno di donne da quando è single, ma è uno stile di vita che non riesce ad apprezzare, intanto fa la conoscenza di Presley, la quale rifornisce di birra il Rammer Jammer. Tom vuole convincere la famiglia Beaudry a votare per Lavon, in effetti sono accaniti assertori del football della NCAA, il problema è che Lavon giocava per i Crimson Tide, mentre i Beaudry sono da sempre fan degli Auburn Tigers.
Mentre Zoe dorme nel proprio letto, sente un uomo avvicinarsi, lo acceca con uno spray antiaggressione, solo per scoprire che è George, il quale è in uno stato di sonnambulismo, e infatti egli conferma che quello spazzolino da denti è il suo. AnnaBeth ha un'idea per aiutare Lavon a ottenere i voti dei Beaudry, loro due fingeranno di essere una coppia, infatti Hubert, il defunto nonno di AnnaBeth, era un giocatore degli Auburn Tigers e dunque se crederanno che Lavon è il suo fidanzato ciò garantirà il loro appoggio nella campagna elettorale.
Al Rammer Jammer si tiene una festa in maschera per Halloween, dove AnnaBeth e Lavon, fingendo di stare insieme, incontrano i Beaudry, il piano riesce e infatti Lavon si guadagna la loro simpatia. Lemon scopre che ad AnnaBeth piace Lavon, infatti per lei tutto ciò è principalmente un pretesto per conquistarlo. Zoe trascorre la notte nella barca di George per monitorarlo e provare a capire la causa del sonnambulismo, ma lui in stato semincosciente va al Rammer Jammer, Zoe lo segue e quando una donna si avvicina a lui, George presenta Zoe coma la sua fidanzata.
Lemon rimprovera Lavon, il quale si sta guadagnando i voti dei Beaudry con un comportamento disonesto, dimostrando di non essere migliore di Ruby. Avendo capito che ha ragione lei, confessa ai Beaudry che lui e AnnaBeth non stanno insieme, e dunque i Beaudry decidono di votare Ruby. Quest'ultima però, che aveva ascoltato tutta la conversazione, confessa a Lavon che è orgogliosa di lui, quando stavano insieme Lavon era un arrogante, ma ora ha dimostrato di essere un uomo onesto di valore.
Zoe riaccompagna George alla barca, ma lui ancora in fase di sonnambulismo, tenta di baciarla, Zoe è sul punto di corrispondere quel bacio ma interviene Wade (geloso) che butta George in acqua facendolo svegliare. Zoe ha capito che il sonnambulismo è causato dall'ossessione di George il quale non vuole amare nessun'altra al di fuori di Zoe, in effetti è uscito con molte donne ma non ha provato a legarsi a nessuna. Zoe gli fa comprendere che se adesso si mettessero insieme lei sarebbe solo un rimpiazzo, George la ferirebbe un'altra volta, Zoe gli confessa che frequenta un altro uomo per il quale sta provando dei sentimenti (ammettendo indirettamente che si sta innamorando di Wade) e anche George deve farlo, è necessario che lui si faccia coinvolgere emotivamente da un'altra donna, non può solo uscire con altre ragazze con superficialità senza concedersi la possibilità di provare a innamorarsi.
Anche se Zoe, parlando con Wade, non nega che prova dei sentimenti per George, gli chiede scusa perché lei stessa aveva imposto che la loro fosse una relazione esclusiva, stava per cedere alla tentazione con George e ha sbagliato, ma ci tiene ancora a stare con Wade non desiderando frequentare altri uomini. George intanto chiede a Presley di uscire con lui e la ragazza accetta.

## L'importanza delle regole
- Titolo originale: I walked the line
- Diretto da: Tim Matheson
- Scritto da: Donald Todd

### Trama
Manca poco alle elezioni ma Ruby e Lavon non riescono a concentrarsi, infatti è palese che c'è ancora un sentimento a legarli. Zoe e Magnolia hanno notato che Brick è diventato isterico e intrattabile, Zoe intuisce che il problema è Emily, è da tanto che non lo chiama e lui teme che abbia deciso di lasciarlo e che la loro fosse soltanto una relazione passeggera.
Lemon scopre di un camper che sosta a Bluebell, chiede a Wade di convincere il proprietario a votare per Lavon, solo per scoprire che a viverci è Tansy, la quale però si rifiuta di votare, lei vive a pochi metri fuori dal confine di Bluebell, non sarebbe eticamente corretto dare il proprio voto. Anche Presley si rifiuta di votare, cosa che delude George, dato che afferma di non credere nel sistema elettorale. Lavon si mette e litigare con Lemon perché ha capito che lei ci tiene a farlo vincere solo per sbarazzarsi di Ruby e mandarla via da Bluebell dato che, se non verrà eletta sindaco, non avrà nessuna ragione per rimanere.
Zoe convince Brick ad andare a Charlotte a trovare Emily, almeno per chiarire con lei come stanno le cose. Lemon confessa ad AnnaBeth che lei e Lavon sono stati amanti, in realtà Lemon le rivela di amarlo ancora, ma non è più sicura che lui possa corrisponderla. Lavon si confida con Wade: ha paura, ci tiene e vincere le elezioni, ma se ci riuscisse perderà Ruby perché lei lascerà Bluebell.
Tansy spiega a George che quando stava con Wade, la loro relazione era incentrata solo sulla passione, ma non c'era altro a unirli, tutti le avevano fatto notare che Tansy e Wade non stavano bene insieme, ma lei si era ostinata a tentare di salvare una relazione senza prospettive solo per testardaggine. George scopre che Presley ha votato, ma non per Lavon bensì per Ruby, e questo lo fa irritare, tanto che Presley decide di lasciarlo.
Sia Lavon che Ruby hanno ottenuto lo stesso numero di voti, ma Brick fa consegnare il proprio voto (grazie a Zoe che gli ha dato i moduli in modo da votare per corrispondenza) e così il voto finale a favore di Lavon gli assicura la vittoria. Proprio in quel momento tutti vedono Lavon e Ruby baciarsi, lei ha deciso di restare a Bluebell per lui. 
Zoe e Brick parlano per video chat, quest'ultima le spiega che le cose tra lui e Emily vanno benissimo, se lei non lo aveva contattato è stato solo perché era occupata con il lavoro, aveva fatto degli straordinari così da tenersi libera e venirlo a trovare a Bluebell. George ringrazia Tansy perché, per merito delle sue parole, tra lui e Presley è finita, era una relazione che non avrebbe funzionato: dal modo in cui George e Tansy si guardano sembra evidente che iniziano a provare dei sentimenti l'uno per l'altra.

## Affezionarsi troppo
- Titolo originale: Baby, don't get hooked on me
- Diretto da: Michael Schultz
- Scritto da: Carter Covington

### Trama
Zoe non è molto contenta di Wade, egli non è capace di essere romantico, ciò la porta a invidiare Brick e Emily, così come Lavon e Ruby (che ora sono tornati insieme) che infatti vivono le loro relazioni con passione e romanticismo. Scott, l'allenatore della squadra di football del liceo, chiede aiuto a Zoe e Brick perché i suoi giocatori hanno tutti il piede d'atleta, quindi Zoe va nello spogliatoio della squadra e usa uno spray contro i funghi. Zoe conosce Max Burgess, è il kicker della squadra, è il ragazzo che piace a Rose, scopre che è stato lasciato dalla sua fidanzata che si è trasferita in Montana, ed essendo depresso non riesce a giocare bene, lui infatti cambia sempre fidanzata e ciò gli consente di giocare meglio.
Lemon propone ad AnnaBeth di aprire insieme un'attività, un servizio di catering, ma AnnaBeth preferisce farlo da sola, non vuole che la personalità troppo predominante di Lemon la metta in ombra. Lavon tenta di essere amico del sergente ora che lui e Ruby stanno insieme, ma il nonno di Ruby lo tratta con ostilità.
Zoe, che era stata gentile con Max per aiutarlo a trovare consolazione dopo la rottura con la sua fidanzata, finisce involontariamente col farlo infatuare di lei. Max ora gioca molto meglio, la cosa sfugge di mano quando fa una dichiarazione d'amore per Zoe al Rammer Jammer con l'aiuto degli avventori al bar con un flash mob. Brick suggerisce a Zoe di illudere Max, almeno finché non avranno vinto la partita, se gli farà capire che non nutre interesse per lui, mettendo Max nella posizione di giocare male, la città se la prenderà con lei.
AnnaBeth si occupa di un ricevimento in onore di un giudice su cui George vuole fare buona impressione, ma con l'aiuto di Crickett fatica enormemente a gestire lo stress. Interviene Lemon che aiuta AnnaBeth a organizzare il ricevimento con efficienza, le due insieme fanno un ottimo lavoro, tanto che George le convince a lavorare insieme, perché se AnnaBeth è un ottima cuoca, Lemon ha il senso pratico e ottime capacità coordinative, insieme sono un'ottima combinazione.
Purtroppo Zoe, prima della partita, decide di essere onesta con Max, lui è solo un liceale, non prova niente nei suoi confronti. Max non riesce ad allenarsi bene, i cittadini di Bluebell si arrabbiano con Zoe. Wade al contrario ritiene che invece lei ha fatto bene a dirgli la verità perché Max insegue un romanticismo idealizzato, ma Zoe rifiutandolo è riuscita a temprare il suo carattere. Zoe parla con Max facendogli capire che lui è un buon atleta, ma deve imparare ad avere fiducia nelle proprie capacità, lui si lega alle ragazze solo per paura di essere indipendente. Max segue il consiglio di Zoe, e alla partita fa un'ottima prestazione, portando la squadra a vincere, infine Max chiede a Rose di uscire portandola alla festa in onore della vittoria. 
Lavon si scusa con il sergente per aver ferito i sentimento di Ruby quando l'aveva lasciata, dando per scontato che questo è il motivo dell'acredine con cui lo tratta. Il sergente tuttavia gli spiega che ha equivocato: non è mai stato arrabbiato con lui per aver chiuso la loro relazione, in realtà fu un sollievo che la lasciò perché così Ruby, non dovendo più vivere all'ombra di Lavon, è diventata una donna in carriera realizzando le sue ambizione. Infatti il motivo per cui il sergente non è a favore della loro relazione è perché sua nipote ha delle aspirazioni che a Bluebell non riuscirà a conquistare, Lavon facendola rimanere a vivere lì le sarà solo d'intralcio.
Una volta tornata a casa, Zoe vede che Wade ha preparato dei dolci per lei, adesso ha capito che, nonostante il romanticismo non fa per lui, Zoe ha comunque bisogno che Wade le dia più attenzioni. Benché i dolci che Wade ha cucinato siano un disastro, Zoe apprezza molto il bel gesto.

## Cuori spezzati
- Titolo originale: Achy Breaky Hearts
- Diretto da: Janice Cooke
- Scritto da: Alex Taub

### Trama
Dato che Wade e Zoe non hanno ancora rivelato a George che stanno insieme, Wade tenta di evitare l'amico, tanto che accetta la proposta del reverendo Mayfair di accompagnare gli Eagle Rangers (boy scout di cui anche Wade faceva parte da bambino) per un campeggio, principalmente per stare lontano da George. Il problema è che Wade teme che George abbia già capito che lui e Zoe hanno una relazione, avendo infatti notato che George vuole parlargli di qualcosa di importante.
Zoe mette in guardia Lavon, perché Ruby è simile e com'era lei quando si trasferì a Bluebell, e benché Zoe abbia deciso di rimanere, ciò non vuol dire che Ruby prenderà la medesima decisione. Lemon e AnnaBeth vedono Ruby in compagnia di un uomo, Lemon vuole capire chi sia, e con l'aiuto di Zoe scoprono che viene da Dallas, desidera offrire a Ruby un impiego come direttrice di una casa di moda. Wade scopre che George si è offerto di accompagnare anche lui gli Eagle Rangers, chiaramente è un espediente per stare con Wade e parlargli. Wade si meraviglia nell'apprendere che lui non voleva parlargli di Zoe, bensì di Tansy: vuole uscire con lei, gli piace per davvero, ma dato che Wade è il suo ex marito ci tiene che gli dia il consenso, sennonché Wade si rifiuta di dargli la sua benedizione.
Lavon litiga con Ruby dopo aver saputo da Zoe della proposta di lavoro a Dallas, lei però si sente indignata perché si sono intromessi in qualcosa che non li riguardava, e in ogni caso voleva rifiutare il lavoro, ma visto il modo in cui si sono comportati sembra voler cambiare idea. Zoe ha capito che Lemon è ancora innamorata di Lavon, è per questo che desidera sabotare la sua relazione con Ruby.
Uno degli Eagle Rangers si smarrisce nel bosco in piena notte, quindi George e Wade vanno a cercarlo, fortunatamente lo trovano ma, dato che sono soli, ne approfittano per parlare. George chiarisce che non ha bisogno del permesso di Wade per uscire con Tansy, in realtà è evidente che Wade proietta su Tansy e George le sue insicurezze, tema che Zoe si stancherà di lui e che un giorno si metterà con George, infatti è convinto che quest'ultimo dopo una breve relazione con Tansy la ferirà quando preferirà Zoe e lei.
Dal momento che Brick è sempre più felice con Emily, decide di provare a chiederle di vivere con lui e Magnolia. Quest'ultima all'inizio trova fastidiosa la sua presenza, ma imparando a conoscere meglio Emily, la prende in simpatia, acconsente quindi a farla vivere con loro. Brick confessa a Emily che prima di conoscerla era pronto ad accettare con rassegnazione di passare da solo il resto della sua vita, ma da quando sta con lei desidera solo averla al suo fianco, chiedendogli di vivere insieme. Magnolia scopre poi che Emily ha lasciato suo padre, non se la sentiva di rendere la loro relazione più impegnativa.
Lemon va da Lavon per dargli una torta, lui apprezza il gesto ma non la fa entrare in casa, l'idea che tra lui e Ruby sia finita lo fa stare male (proprio come quando Lemon lo rifiutò spezzandogli il cuore). Ruby confessa a Zoe che andrà a quel colloquio di lavoro, deve rimanere fedele alle proprie ambizioni, Lavon è un brav'uomo ma non se la sente di rinunciare alla carriera per lui. Lemon ha capito che Lavon ama veramente Ruby, quindi Lemon e Zoe li aiutano a riconciliarsi, tuttavia Ruby intende accettare il lavoro, si limiterà solo ad aspettare ancora un po' prima di iniziare, in modo da trascorrere con Lavon ancora un po' di tempo in più.
George sorprende Wade quando gli rivela che già sapeva che lui e Zoe stanno insieme, George ma non vede in Tansy in ripiego temporaneo, anche se non è pronto a considerarla una relazione a lungo termine. In ogni caso lo esorta a parlare con Zoe avendo capito che Wade si sente un rimpiazzo ai suoi occhi. Wade va a casa di Zoe, lei lo invita a dormire insieme, ma Wade preferisce stare da solo, le rivela che George sa di loro due, ma non trova il coraggio di confessarle come realmente di sente.

## Scintille nell'aria
- Titolo originale: Sparks fly
- Diretto da: Norman Buckley
- Scritto da: Jamie Gorenberg

### Trama
Dash DeWitt vuole mettere in piedi una rappresentazione teatrale di La dodicesima notte ma gli servono i fondi quindi organizza un'asta dove gli uomini scapoli dovranno preparare dei cestini da picnic, le donne dovranno comprarli ma coloro che prepareranno i cestini dovranno restare anonimi, colei che si aggiudica il cestino potrà fare un picnic con l'uomo da cui è stato preparato. Dash chiede a Lemon di convincere anche Brick a preparare un cestino e a metterlo all'asta, lei convince il padre ad accettare, almeno per evitare che si deprima troppo per la recente rottura con Emily.
Il trasferimento di Ruby a Dallas e imminente, ha già comprato una casa, mentre Zoe e Wade già da un po' non fanno sesso, lui la tiene a distanza. Zoe teme che si sia stancato di lei e che voglia un'altra donna, ma in realtà Wade le rivela che vuole con Zoe un vero appuntamento, facendole capire che desidera una relazione seria, infatti metterà anche lui all'asta un cestino, e vuole che Zoe faccia un'offerta per comprarlo. Tansy chiede a George di aiutarla a riprendersi la sua cagnolina, Dolly Parton, quando lei e Colt si sono lasciati è stato lui a prendersela, attualmente Colt è fuori città dato che lavora in una piattaforma petrolifera, la cagnolina ora è insieme a Evelyn, l'attuale fidanzata di Colt. George ha offerto un proprio cestino all'asta e tenta di far capire a Tansy che vorrebbe che fosse lei ad aggiudicarselo, Tansy però fraintende credendo che a lui piaccia un'altra e che desidera da Tansy dei consigli sul cestino da preparare. George ci rimane male capendo che Tansy lo reputa un uomo prevedibile, chiede un consiglio a Wade il quale gli fa capire che Tansy ha gusti e preferenze totalmente diversi da quelli di George.
Anche Walt ha offerto il proprio cestino all'asta, vuole che sia Lemon ad aggiudicarselo, ma lei finisce accidentalmente col fare l'offerta più alta per il cestino di Lavon (anche lui aveva  preparato un cestino). Anche se Lavon voleva che fosse Ruby a prenderselo, accetta di trascorrere la giornata con Lemon. Shelby invece si aggiudica il cestino di Brick, mentre Tansy rimane colpita dal un cestino con dentro taquito, strudel e un asciugacapelli, fa un'offerta e se lo aggiudica, scoprendo che è il cestino di George, egli voleva attirare la sua attenzione. Zoe non se la sente di acquistare il cestino di Wade, a lei piace che loro due siano solo amanti, ma Ruby le fa capire che i rapporti per sopravvivere devono evolversi. Zoe non fa in tempo ad aggiudicarsi il cestino, l'offerta più alta la fa Magnolia, ma Zoe la convince a cederlo a lei e in cambio la porterà al concerto di Taylor Swift.
Sorprendentemente Brick e Shelby si divertono tanto insieme, mentre Lemon scopre che Lavon aveva organizzato un pranzo romantico per lui e Ruby, nonostante tutto Lavon e Lemon trascorrono insieme una piacevole giornata. Purtroppo Wade e Zoe non riescono a godere della compagnia reciproca, non hanno argomenti su cui discutere, inoltre Wade ha capito che Zoe non ritiene possibile che la loro possa diventare una relazione capace di funzionare dato che sono molto diversi.
Tansy si sente lusingata quando capisce che era proprio lei la ragazza su cui George voleva fare colpo, i due si divertono a trascorrere la giornata l'uno in compagnia dell'altra, tuttavia Tansy rivuole Dolly Parton, la quale è chiusa nell'auto di Evelyn, quindi George sfonda il vetro con un pugno e la libera. Zoe medica la mano a George mentre Tansy lo ringrazia per averla aiutata a riprendersi la cagnolina. Ruby parla con Lavon spiegandogli che lei non vede nel suo trasferimento a Dallas una minaccia alla loro relazione, è sicura che possono stare insieme anche con una storia a distanza.

## Un Natale indimenticabile
- Titolo originale: Blue Christmas
- Diretto da: Patrick Norris
- Scritto da: Leila Gerstein

### Trama
Candice va a Bluebell per festeggiare il Natale con la figlia Zoe, quest'ultima intanto scopre che Wade frequenta un'altra ragazza. George indossa il costume di Giuseppe per il presepe e dentro Brick e Wanda trovano un anello di fidanzamento dando per scontato che George voglia chiedere a Tansy di sposarlo. In realtà prima di George era stato Lavon a indossare il costume di Giuseppe, quindi George capisce che è suo e glielo restituisce: infatti Lavon vuole chiedere a Ruby di sposarlo.
Zoe visita Hal per una borsite, egli impersona Babbo Natale alla tradizionale accensione dell'albero natalizio di Bluebell, ma dato che Zoe lo mette a riposo in modo che possa trascorrere il Natale a Pascagoula, ora serve un altro Babbo Natale. Candice e Zoe cercano un sostituto, Dash rivela alle due che prima di Hal e impersonare Babbo Natale era Earl.
Dato che Lemon non riesce ad astenersi dal litigare con Ruby, interviene Lavon che le chiede di provare a essere sua amica, quindi Lemon tenta con Ruby un approccio più cordiale, invitandola a impacchettare con lei i regali, insieme a Crickett e AnnaBeth. Intanto Zoe e Candice convincono Earl a indossare il vestito da Babbo Natale per l'accensione dell'albero, Zoe scopre che l'ultima volta che lo fece fu un disastro: Earl fece vandalismo e si accanì contro i bambini, infatti la madre di Wade era morta da poco per il cancro e fu così che ebbe inizio l'alcolismo di Earl dopo che divenne vedovo.
AnnaBeth si sente a disagio quando Ruby, davanti alle amiche, si vanta di essere stata l'unico amore di Lavon, infatti AnnaBeth è consapevole che lui è stato innamorato di Lemon. Ruby si diverte a umiliare Lemon ricordandole che George l'ha lasciata il giorno in cui avrebbero dovuto sposarsi, Lemon stufa della sua arroganza le rivela che Lavon ha amato un'altra donna oltre a Ruby. Quest'ultima pretende di sapere da Lemon il nome di questa donna, ma non è necessario, vedendo l'imbarazzo di Lemon capisce che si tratta proprio di lei.
Earl, come Babbo Natale, si comporta bene con i bambini, mentre George, che aveva in mente una serata romantica con Tansy nella casetta di Babbo Natale, assiste a una scena imbarazzante quado sorprende in flagrante Shelby e Brick mentre fanno sesso. Quest'ultimo chiede a George discrezione, nessuno deve sapere che lui e Shelby stanno insieme. Zoe si scusa con Wade per come si era comportata al picnic, vuole concedergli una possibilità perché ha capito che è il solo modo per scoprire se tra loro due può funzionare, gli chiede di essere il suo fidanzato e lui le risponde con romantico bacio.
Lavon chiede a Ruby di sposarlo ma lei lo lascia, non può accettare che non le avesse detto che lui e Lemon erano stati insieme, ha capito che per Lavon in realtà è Lemon il sui vero grande amore. Ma la verità è che questo non è il solo problema, Ruby ha compreso che lei non può rimanere a Bluebell così come Lavon non potrebbe trasferirsi a Dallas, la loro è storia senza futuro. Lavon si arrabbia con Lemon, non solo quest'ultima ha preferito George a lui, ma adesso ha pure sabotato la sua relazione con Ruby, la quale poteva essere la donna giusta per lui, affermando che non la perdonerà per come si è comportata.

## Manuale di coppia
- Titolo originale: Old Alabama
- Diretto da: David Paymer
- Scritto da: Veronica Becker e Sarah Kucserka

### Trama
Bluebell si prepara a festeggiare il 250° anniversario in onore di Cyrus Lavinius Jeremiah Jones e sua moglie Lucille, i fondatori di Bluebell, intanto è già da un mese che Zoe e Wade stanno insieme e le cose tra loro due vanno di bene in meglio, ma Lavon mette in guardia la sua amica, la loro relazione è iniziata da poco ed è per questo che Wade si comporta bene con lei, ma prima o poi Zoe dovrà confrontarsi con i difetti del fidanzato.
AnnaBeth e Crickett assegnano i ruoli per la festa della città, mentre Lemon vorrebbe che Lavon affidasse la preparazione delle pietanze del primo banchetto a lei e AnnaBeth in modo da fare pubblicità alla loro agenzia di catering visto che alla festa ci sarà una giornalista del Southern Living. Lavon non intende accontentare Lemon, è ancora arrabbiato con lei per il ruolo che ha avuto nella sua rottura con Ruby. Intanto Zoe inizia ad avere dei problemi con Wade, lui è inaffidabile, immaturo e scapestrato, a quel punto Crickett regala a Zoe il diario di Lucille, dove lei dava istruzione su come far funzionare i rapporti di coppia imparando a sopportare e a ignorare la rabbia. Zoe ci tiene che tra lei e Wade le cose partano con il piede giusto, quindi decide di seguire alla lettera ciò che c'è scritto nel manuale, ciò mette a disagio Wade il quale non riesce a relazionarsi con lei vedendo Zoe ignorare la propria rabbia.
Brick confessa a George che quella con Shelby doveva essere soltanto una storia di sesso occasionale, ma ormai non riesce a resistere alla sua seduttività, tanto che trascorrono tutte le notti insieme, lui in effetti vorrebbe lasciarla, non trovando eticamente giusto stare con una donna più giovane che praticamente ha la stessa età di sua figlia Lemon. Quest'ultima intanto litiga con AnnaBeth davanti a Lavon, lei due donne preferiscono non lavorare più insieme, tanto che Lavon assegna solo ad AnnaBeth i preparativi per il primo banchetto, a Lemon dà solo il compito di servire ai tavoli. In realtà le due amiche hanno solo finto di litigare, sapendo che Lavon avrebbe accettato di affidare l'incarico al loro servizio catering se avesse creduto che Lemon era stata estromessa.
Wade cerca di provocare Zoe per farla arrabbiare ma il suo amico Polpetta, involontariamente, scatena la collera di Zoe quando le rivela che lui e Wade sono stati a uno strip club: proprio alla festa, quando Zoe e Wade impersonavano rispettivamente Lucille e Cyrus, lei rimprovera il suo fidanzato davanti a tutti. Lavon confessa a Lemon che già sapeva che quello tra lei e AnnaBeth non era un vero litigio, non nega di essere arrabbiato con lei perché prima lo ferì quando pose fine alla loro relazione, e come se non bastasse ha spinto Ruby a lasciarlo. Lemon gli mente affermando di averlo fatto per via dell'antipatia verso Ruby, non ha il coraggio di dirgli che la vera ragione è che lo ama ancora.
Zoe confessa a Wade che non vuole che la loro storia finisca male come il matrimonio dei suoi genitori, per entrambi questa è la loro prima relazione seria, ma Wade le fa capire che litigare in una coppia è inevitabile, ma reprimere la rabbia non è il modo giusto di affrontare il problema. Zoe restituisce a Crickett il diario di Lucille, tra l'altro si apprende che Crickett non aveva mai letto l'ultima pagina dove Lucille raccontava di come si fosse pentita di aver soffocato per tanti anni la rabbia verso il marito.
George suggerisce a Brick di non rinunciare a Shelby, quest'ultima lo rende felice come non gli era mai successo in tanti anni. Il problema è che Brick desidera essere reputato un uomo serio e integerrimo, ma George gli fa capire che questa scelta di vita non lo porterà e essere felice, di conseguenza Brick cambia idea decidendo di rimanere con Shelby benché George gli suggerisca di non dirlo alle figlie. Il banchetto preparato da AnnaBeth e Lemon ha attirato l'attenzione, tanto che Wally chiede alle due di organizzare la festa di anniversario per il suo matrimonio, la loro attività sta iniziando ad avere successo.

## L'isola nel ruscello
- Titolo originale: Islands In the Stream
- Diretto da: Joe Lazarov
- Scritto da: Donald Todd

### Trama
Mentre George si gode un po' di svago sulla propria barca riceve la visita dei genitori Clora e Harold, la cosa diventa imbarazzante quando vedono Tansy completamente nuda, avvolta solo da un asciugamano. Brick, non avendo ancora detto a Lemon che lui e Shelby stanno insieme, giustifica il fatto che passano molto tempo l'uno in compagnia dell'altra assumendo Shelby come segretaria allo studio medico. Intanto Magnolia mostra a Lemon un reggiseno trovato nel divano, capiscono dunque che Brick frequenta una donna.
Zoe, Wade, Tansy, George, Harold e Clora vanno al cinema tutti insieme, quest'ultima vedendo che suo figlio va tanto d'accordo con Zoe è della convinzione che loro due sarebbero perfetti insieme. Mentre AnnaBeth passeggia con Crickett incontra un uomo di nome Oliver Kent, viene dall'Inghilterra, tra i due c'è dell'attrazione, iniziano quindi a uscire insieme ma quando Lavon vede Oliver, ha la sensazione di averlo già incontrato.
Lavon teme che Oliver non sia inglese, e che stia solo prendendo in giro AnnaBeth, si confronta con lui rivelandogli che ricorda bene dove si erano già conosciuti, in Louisiana, Oliver lavorava come guida fluviale. Oliver gli rivela di essere dell'Alabama, infatti è di Birmingham, aveva battuto violentemente la testa sulla propria barca, da allora ha iniziato a parlare con un accento britannico, si tratta della sindrome dell'accento straniero, in effetti non vuole farsi curare perché da quando ha iniziato a parlare così tutti lo reputano un uomo raffinato e ciò gli ha permesso di riscuotere più successo con le donne. Lavon tuttavia lo esorta a raccontare la verità ad AnnaBeth, e dopo averglielo detto lei lo convince a farsi curare da Brick.
Clora sequestra George e Zoe sulla barca del figlio, lui ha rinunciato a sposare Lemon pur di stare con Zoe, e adesso pretende di sapere per quale motivo lei lo ha rifiutato. Zoe ammette che provavano qualcosa l'uno per l'altra, ma dopo quindici anni di fidanzamento con Lemon, se si fossero messi insieme, George avrebbe visto in Zoe solo un ripiego. Arrivano poi Wade e Tansy, quest'ultima è arrabbia, ma non con Clora, bensì con Zoe, teme che lei farà del male e Wade, quest'ultimo è solo un barista mentre lei un medico, è una relazione sbilanciata, e probabilmente Zoe un giorno lascerà Bluebell per tornare a New York. Tansy inoltre ha paura che George non vede in lei una compagna con la quale avere un futuro, ma George pur non negando di provare qualcosa per Zoe, le fa notare che volendolo loro due avrebbero potuto stare insieme, ma invece adesso è felice al fianco di Tansy.
Lemon teme che l'amante di Brick sia AnnaBeth, infatti li vede insieme ma è solo un malinteso, infatti Brick la stava aiutando con Oliver, avendo trattato il suo disturbo con il sumatriptan, e infatti Oliver torna a parlare normalmente. Brick finalmente rivela a Lemon che Shelby è la sua fidanzata, la figlia afferma di poter accettare la cosa, ma quando rimane sola con Shelby le giura che troverà il modo di allontanarla da suo padre.
Oliver lascia Bluebell, e anche se è guarito continua a simulare l'accento britannico ritenendo che ciò fa di lui una persona più affascinante, infatti si era accorto che AnnaBeth non era più attratta da lui quando aveva ricominciato a parlare con normalità. Mentre AnnaBeth è al Rammer Jammer, invita Lavon a bere un cafè con lei, egli accetta volentieri, e dal modo in cui si guardano sembra che stiano iniziando a provare qualcosa l'una verso l'altro. Infine Wade e Zoe si mettono a cenare con George e Tansy, cercando di fare un tentativo per provare a essere tutti amici.

## Influenza d'amore
- Titolo originale: Lovesick Blues
- Diretto da: Ron Lagomarsino
- Scritto da: Alex Taub

### Trama
Wade va fuori città per esibirsi a un concerto con Lily, mentre George mostra a Lavon uno spot sulla raccolta delle fragole di Fillmore, in effetti è sempre stata Bluebell la meta più gettonata in Alabama per la raccolta fragole, ma Fillmore che già è riuscita a metterli in ombra con il Mardi Gras ora rischia di sottrargli anche questo; dunque George si offre volontario per girare uno spot pubblicitario di Bluebell per la raccolta fragole.
Purtroppo Zoe dà una cattiva notizia a Lavon, sta circolando un'epidemia influenzale, ha già colpito Mobile, Daphne e Fairhope, dato che Brick è momentaneamente assente, Zoe prende il comando, avendo già avuto esperienza avendo prestato aiuto durante la pandemia H1N1: dà disposizione che Bluebell sia in quarantena, solo chi si è vaccinato potrà entrare in città.
Parlando al telefono con Wade, scoprendo che non si è mai vaccinato, Zoe gli impone di non tornare a Bluebell. Lavon intanto propone AnnaBeth come testimonial dello spot, è ovvio che è un pretesto per starle accanto, sia Crickett che George si sono accorti che Lavon prova qualcosa per lei. Tuttavia AnnaBeth spiega a Crickett che non può stare con Lavon per rispetto nei confronti di Lemon dato che lei ne è innamorata.
I cittadini di Bluebell si ammalano di influenza, quindi Zoe si adopera per prestare aiuto medico a tutti i contagiati, scopre da Wanda che Wade è tornato a casa, e infatti Zoe capisce che è stato lui a contagiare tutti, infatti anche Wade ha la febbre (era tornato a Bluebell sentendosi a disagio quando Lily aveva provato a sedurlo). Zoe accudisce Wade mentre Lemon, che aveva in mente una serata romantica con Walt desiderosa di fare l'amore con lui per la prima volta, finisce con l'ammalarsi anche lei.
AnnaBeth, pur di evitare Lavon, si astiene dal fare lo spot pubblicitario, finge di essere malata, quindi Lavon va a trovarla a casa sua, mentre i due parlano Lavon arriva quasi a baciarla, ma AnnaBeth preferisce tenerlo a distanza. George riesce a portare a termine il spot pubblicitario, ha scelto come testimonia un bambino, il piccolo Charlie, lo mostra a Lavon che si rivela compiaciuto e ringrazia George per l'ottimo lavoro.
Ormai la crisi influenzale è superata, benché Zoe finisca con l'ammalarsi, questa volta è Wade ad accudirla. AnnaBeth va a casa di Lavon per chiarire che quel bacio che c'è quasi stato tra di loro non dovrà mai più ripetersi, tuttavia lei e Lavon non riescono più a reprimere i loro sentimenti e finiscono col baciarsi appassionatamente.

## Un romantico weekend
- Titolo originale: Take Me Home, Country Roads
- Diretto da: Jeremiah Chechik
- Scritto da: Carter Covington

### Trama
Il fatto che Zoe è diventata il nuovo medico di riferimento di Bluebell (vista l'efficienza con cui ha gestito l'influenza) rende geloso Brick, il quale tra l'altro sta per compiere gli anni. Lavon è confuso, dopo aver fatto l'amore con AnnaBeth, quest'ultima preferisce stargli lontana, lei teme il giudizio di Lemon qualora scoprisse che lei e Lavon vogliono stare insieme. Wade si sente trascurato da Zoe che mette sempre il lavoro davanti alla loro relazione, tanto che ormai passano poco tempo insieme, in effetti Zoe ama che ora la comunità si affidi tanto a lei.
Zoe scopre che AnnaBeth e Lavon sono amanti, quest'ultimo confessa ad AnnaBeth che stare con lei lo rende felice, non vuole rinunciare a quello che hanno, lei colpita dalle sue belle parole, gli promette che parlerà con Lemon della loro relazione. Zoe intanto conosce Jonah, è il nipote di Brick, anche lui è un medico, e dato che Wade ha offerto a Zoe una serata romantica chiede a Jonah di sostituire Zoe per concederle un po' di tempo libero.
Dato che Tansy deve assentarsi per lavoro a Birmingham, chiede a George di occuparsi di Dolly Parton per tutta la notte. Zoe non riesce a godersi il tempo che trascorre con Wade, teme che Jonah possa metterla in ombra come sostituto, Wade è stufo del suo atteggiamento, poi Zoe si sente in colpa quando, accidentalmente, sottolinea che lui non può capirla dato che al contrario di lei Wade non ha un carriera che gli dia un senso di soddisfazione.
Di prima mattina Tansy si arrabbia con George perché Dolly Parton è sparita, George non ha saputo tenerla d'occhio con attenzione. Tansy gli spiega quanto la sua cagnolina per lei è importante, è sempre stata al suo fianco, in contrasto col fatto che tutti gli uomini con cui è stata si sono sempre rivelati una delusione. George in piena notte si mette a cercarla e trova Dolly Parton riportandola dalla sua padrona. Tansy apprezza tantissimo la premura con cui George si è comportato, lui le promette che al contrario degli uomini con cui prima è stata, non le volterà mai lei spalle.
Zoe va allo studio medico credendo che Jonah voglia soffiarle i pazienti, ma scopre che è un malinteso: hanno tutti organizzato una festa a sorpresa per il compleanno di Brick, dove Shelby si mette a cantare Fever davanti a tutti con un costume da infermiera sexy, a quel punto Brick la presenta ufficialmente a tutti come la sua fidanzata.
Jonah fa capire a Zoe che la sua paranoia di non essere apprezzata a Bluebell è ingiustificata, tutti non fanno che parlare bene di lei. Zoe si scusa con Wade per come si è comportata, non deve mettere la loro relazione in secondo piano. Wade però sa che Zoe aveva ragione quando aveva puntualizzato che lui non ha ambizioni, l'unico progetto che aveva era la realizzazione del proprio bar, da troppo tempo lo ha accantonato ma ora ha deciso di riprovarci.
AnnaBeth cerca di timidamente di confessare a Lemon che lei e Lavon ora stanno insieme, fatica a trovare le parole ma Lemon lo intuisce da sola, ammettendo che si sente ferita, AnnaBeth sapeva quando lei ama Lavon e nonostante tutto non ha saputo soffocare i suoi sentimento per lui. AnnaBeth spiega a Lavon con non può stare con lui, adesso desidera solo riconquistarsi l'amicizia di Lemon.

## Il giocatore d'azzardo
- Titolo originale: The Gambler
- Diretto da: Jim Hayman
- Scritto da: Dan Steele

### Trama
Wade e Polpetta vogliono esibirsi con il loro gruppo alla battaglia delle band, il palio c'è un premio di ventimila dollari, ciò aiuterebbe Wade a racimolare il capitale per aprire il proprio bar. Zoe però ha capito che Wade, senza che se ne renda conto, non si sta preparando con serietà, non riesce a capire che Polpetta come cantante non ha talento, Zoe prova a convincere il fidanzato a sostituirlo con George o in alternativa con Lily, tuttavia Wade per orgoglio si rifiuta di ascoltarla.
Wanda e Tom aiutando una coppia a sposarsi con un matrimonio per procura dato che i loro impegni militari li tengono l'uno lontano dall'altra. In seguito Tom rivela a Lavon che vuole chiedere a Wanda di sposarlo. Dato che Lemon è ostile con AnnaBeth, tanto da non volerle parlare, Crickett le suggerisce di usare un'app sul telefono che le consente di monitorare il cellulare di Lemon, così saprà sempre dove si trova, in tal modo AnnaBeth potrà sempre incontrarla fingendo che sia tutto casuale, sperando che così Lemon si rassegni a perdonarla.
Purtroppo Wade è costretto a constatare che Polpetta non è un cantante valido, lo sostituisce con George e i due si esibiscono al Rammer Jammer con tutti che li applaudono per la loro ottima performance. Tansy però chiede a George di non esibirsi, è già uscita con uomini che facevano parte di complessi musicali, e tutti loro si sono rivelati una delusione, e benché George lo faccia per gioco non vuole che diventi come i suoi ex fidanzati. George però non intende accontentarla, quando stava con Lemon lui le consentiva sempre di controllarlo, e non vuole ripetere con Tansy lo stesso errore. Wade inizia a sentirsi a disagio dato che tutti si complimentano con lui dal momento che Wade e George hanno praticamente la vittoria in pugno visto il loro talento, le cose peggiorano quando Zoe gli fa una sorpresa: un'insegna luminosa in miniatura del Wade's Place, il bar che lui desidera aprire.
Lavon ascolta Wanda confessare a Wally che, dopo aver saputo dell'intenzione di Tom di farle la proposta di matrimonio, lei non può accettarla. Tom ha già preparato un giro in carrozza per la proposta ma Lavon è costretto a spiegargli che Wanda non vuole sposarlo. Tom senza volerlo fa imbizzarrire i cavalli che trainano la carrozza e si fa male, quindi Zoe non assiste alla battaglie delle band per medicarlo. Shula chiede a Tom di seguirla alla piazza centrale, lui va lì accompagnato da Lavon e Zoe dove Wanda e i cittadini di Bluebell, travestiti da zombie cantando Islands in the Stream, infine Wanda e chiede a Tom di sposarla: Lavon aveva frainteso, Wanda non poteva accettare la proposta di matrimonio di Tom perché voleva essere lei a chiederglielo.
Anche se all'inizio Lemon voleva trascorrere del tempo con Magnolia, poi decide di passare la notte con Walt a cena in un ristorante. Lemon si arrabbia con AnnaBeth la quale è sempre nei paraggi, non tarda a capire che sta usando l'app sul cellulare per fingere degli incontri casuali con lei. Lemon è costretta a interrompere la cena con Walt quando scopre che Magnolia voleva andare alla battaglia delle band, benché sia ancora minorenne, impedendoglielo. Walt, vedendo quanto sia problematica la vita di Lemon, preferisce non frequentarla più. Lemon si scusa con Magnolia, voleva usare sia lei che Walt per non sentirsi sola perché le manca non avere più AnnaBeth come amica.
George è preoccupato per Wade vedendo che, poco prima della loro esibizione, si sta ubriacando, dal modo in cui parla con George è evidente che cerca solo un pretesto per litigare con lui, affermando che George è un avvocato di successo, non può capire la pressione che Wade sta provando dal momento che potrebbe fallire. George stufo della supponenza di Wade e dell'ingiustificato complesso di inferiorità che prova verso di lui, tenta di fargli capire che George ha lavorato duramente per ottenere dei risultati nella sua vita, anche Wade può avere successo, ma solo se si comporterà come un adulto. George ha capito che Wade non ha paura di perdere la battaglia delle band, bensì teme di perdere Zoe se non realizzerà le proprie ambizioni. Wade, in reazione al litigio con George, lo sostituisce con Polpetta, prevedibilmente perdono, tuttavia George è contento che Tansy fosse venuta a sostenerlo anche se non era d'accordo con lui che partecipasse.
Vedendo Wade avvilito, George tenta di consolarlo, promettendogli che troverà i soldi che gli servono in un altro modo, ma deve smetterla di credere che tutti lo reputino un fallimento. Wade però non sente ragioni, lui dà per scontato che conquisterà soltanto altri insuccessi, infine va via in compagnia di una donna. Lavon va a casa di AnnaBeth spiegandole che è disposto ad aspettarla, sa che ora non è pronta a stare con lui, ma non si arrende perché ha capito che AnnaBeth è una donna per cui vale la pena lottare.

## Delusioni in vista
- Titolo originale: Where I lead me
- Diretto da: Kevin Mock
- Scritto da: Leila Gerstein

### Trama
Wade è mortificato con George per come lo aveva trattato, gli porge le doverose scuse. Zoe, in caffetteria, sente alcune donne parlare di Wade e del fatto che era con una donna, anche perché ha passato al notte fuori casa. Wade le spiega che aveva accompagnato quella donna a casa, tra loro due non è successo niente, poi ha trascorso la notte a dormire nella propria auto nel confine di Daphne. Zoe non può fare a meno di notare che Wade è gentile e premuroso con lei, ma stranamente è imbarazzato in sua presenza.
Wanda e Tom si sposeranno con un matrimonio in stile Star Wars, Wanda chiede a Zoe e Tansy di farle da damigelle, mentre Tom chiede a Wade si essere il suo testimone. Zoe prende in simpatia Joyce, la matrigna di Wanda, al contrario fatica a gestire il brutto carattere di Betsy, la madre della sposa. A Zoe viene dato il compito di tenere a banda Betsy, ma la perde di vista e lei finisce a letto con Sal, inoltre decide di non presentarsi al matrimonio della figlia.
Lavon chiede a George di aiutarlo con una causa legale, il padre di Colt (l'ex fidanzato di Tansy) ovvero Todd Gainey, il sindaco di Fillmore, vuole costruire un centro commerciale nel confine con Bluebell, teme che il traffico in aumento danneggerebbe la loro area. A rappresentare il sindaco Gainey è l'avvocato Scooter McGreevy, con cui George ha un brutto rapporto visto che in passato Scooter lo sconfisse in un contenzioso legale. George comunque riesce ad avere la meglio avendo presentato un'ingiunzione per far spostare l'area di sviluppo per i lavori di costruzione.
Betsy confessa a Zoe che il marito l'aveva tradita, i due così divorziarono, era diventato gentile con lei ma Betsy percepiva il rimorso in lui, e capì così che le fu infedele: Zoe si è resa conto che Wade si comporta con lei nello stesso modo. Betsy non vuole prendere parte al matrimonio perché è troppo difficile vedere Wanda sposarsi ed esporsi allo stesso rischio che ha vissuto Betsy. Zoe tuttavia la esorta a cambiare idea perché se non sarà vicina a Wanda il giorno delle sue nozze, Betsy passerà la vita a pentirsene. Betsy va quindi al matrimonio, Tansy si complimenta con Zoe per come ha gestito la situazione, finora l'aveva sempre giudicata male, ma adesso la sta rivalutando più positivamente, affermando che Wade è fortunato a stare con lei.
Lemon consegna ad AnnaBeth i moduli per sciogliere la loro società di catering, non la vuole più come socia. Crickett convince Lemon a rivolgersi alla chiaroveggente Madame Van Horn, la quale leggendo i tarocchi afferma che lei ha già incontrato la sua anima gemella. Lemon, camminando per strada, incontra Dale King, erano compagni di scuola in seconda elementare, credendo che lui sia l'uomo della sua vita i due vanno a cena insieme. Lemon però si annoia in sua compagnia, AnnaBeth, anche lei al ristorante insieme a Crickett, con una scusa porta via Lemon da lì. Lemon e AnnaBeth si riconciliano, e vanno insieme al matrimonio di Tom e Wanda.
La cerimonia sta per iniziare, ma Tom confidandosi con Wade ammette di avere paura, teme che Wanda non sarà soddisfatta di lui non sentendosi alla sua altezza. Wade gli dà coraggio spiegandogli che Wanda lo ama perché Tom è un uomo sincero e devoto. Finalmente Wanda e Tom si sposano, Wade decide di confessare la verità a Zoe, ma non è necessario, lei ha già capito tutto. Wade e Zoe si siedono su una panchina, quest'ultima con le lacrime agli occhi ascolta Wade che le confessa il suo tradimento, era ubriaco, si era subito pentito del proprio comportamento, lui stesso non riesce a concepite di aver fatto qualcosa di così ignobile, ma la supplica di perdonarlo. Zoe è consapevole che Wade l'ha tradita perché lei lo aveva forzato a essere più ambizioso, ormai è evidente che il problema tra loro due è che sono troppo diversi, infine decide di lasciarlo.
Tom abbraccia Wade ringraziandolo per le belle parole che gli ha detto avendogli trasmesso il coraggio per sposarsi. Betsy ha capito che Wade ha tradito Zoe, consola quest'ultima spiegandole con un giorno troverà l'uomo giusto per lei.
- Guest star: Debra Jo Rupp (Betsy)

## Mai più insieme
- Titolo originale: We are never ever getting back together
- Diretto da: David Paymer
- Scritto da: Jamie Gorenberg

### Trama
Tutti sono solidali con Zoe dopo il tradimento di Wade, quest'ultimo al contrario è isolato dalla gente, tanto che anche Lavon e George non nascondono la delusione nei suoi confronti. Lemon scopre che Shelby andrà a vivere con Brick e Magnolia, di conseguenza chiede aiuto a George affinché possa scoprire qualcosa di losco su Shelby e screditarla agli occhi di Brick. George si rifiuta ma Lemon fa appello al fatto che lui l'ha lasciata il giorno in cui avrebbero dovuto sposarsi, è in debito con lei.
Il reverendo Mayfair chiede a Lavon e Wade di aiutarlo con la serata casinò, di conseguenza Lavon si occupa del tavolo da blackjack mentre Wade dovrà sorvegliare la cassetta dove vengono custoditi gli introiti della serata. Wade, che nel frattempo viene importunato da tutti che lo insultano per aver tradito Zoe, si allontana e così perde di vista la cassetta, anche se Lavon sospetta che sia una scusa e che lui abbia rubato i soldi.
Ormai Zoe è diventata paranoica da quando Wade l'ha tradita, Jonah torna temporaneamente a Bluebell e aiuta Brick nello studio medico, visita Max il quale da un po' esce con Rose, gli ha dato della penicillina per trattare lo streptococco. La cosa strana è che anche Tonya (amica di Rose) ha uno streptococco, adesso Zoe teme che Max la tradisca con Tonya che deve averlo contagiato, in effetti Tonya aveva confessato a Zoe che si vede di nascosto con un ragazzo allo stagno che però ha già un'altra fidanzata. Zoe porta Rose allo stagno sperando di cogliere in flagrante Max e Tonya solo per scoprire che loro due non hanno una relazione, Max va allo stagno solo per studiare le rane per un progetto scolastico. Rose si arrabbia con Zoe avendo trovato inappropriato da parte sua farle credere che Max le fosse infedele.
Quando Lemon scopre che Shelby sta vendendo la sua casa a Pensacola in una open house, lei e George fingono di essere una coppia, vanni lì facendo finta di voler comprare la casa, e trovano uno schedario con degli estratti conto, lei è in bolletta. Lemon teme che Shelby stia con Brick solo per soldi, ma il padre le spiega che Shelby gli aveva già confessato dei suoi problemi economici, quest'ultima ha persino insistito per tenere separate le loro rispettive finanze in modo che le difficoltà economiche di Shelby non danneggino la famiglia Breeland. Magnolia ha deciso di accettare Shelby in famiglia dato che lei e Brick sono riusciti a farla passare dalla loro parte comprandole un'auto.
Zoe incontra Lemon al bar, entrambe hanno capito di aver esagerato, Zoe si sente ferita per il tradimento di Wade e quindi aveva supposto che Max fosse infedele a Rose, mentre Lemon in reazione al fatto George l'ha lasciata ha creduto che Shelby stesse con Brick per interesse. Entrambe capiscono che odiare è facile, tuttavia Lemon le promette che, quando Zoe troverà la forza di andare avanti, supererà il dolore che Wade le ha causato.
Il reverendo trova la cassetta con dentro i soldi, il sergente l'aveva presa avendola scambiata per il cestino del pranzo, Wade non centrava niente. Lavon di scusa con lui, capisce quanto Wade stia soffrendo, Zoe era la donna migliore che avesse mai avuto, l'unica che per Wade abbia mai avuto importanza, e lui ha saputo rovinare tutto. Lemon parla con George spiegandogli che non è più in collera con lui, anche se George non ha voluto sposarla lei sceglie di perdonarlo, mentre Zoe va a trovare Wade e gentilmente gli restituisce tutte le cose che aveva lasciato a casa di Zoe, quest'ultima chiarisce che non è pronta per perdonarlo ma non lo odia e sa che col tempo le cose tra loro due miglioreranno.

## Infrangere le regole
- Titolo originale: Why don't we get drunk?
- Diretto da: Rebecca Asher
- Scritto da: Veronica Becker e Sarah Kucserka

### Trama
Zoe vede un gruppo di studenti universitari darsi alla pazza gioia, scopre che Lavon ha aperto le porte di Bluebell allo spring break, desidera darle popolarità come ad altre città quali Cancún e Panama City. Zoe visita Wally, è preoccupata perché soffre di pressione alta, deve condurre una vita meno stressante, in effetti Wally le rivela che desidera vendere il Rammer Jammer. Wally non può fare a meno di ridere di Wade quando quest'ultimo si offre di comprarlo lui stesso il bar, non riesce a prenderlo sul serio.
Lavon vorrebbe un'opportunità con AnnaBeth, ma quest'ultima è tornata a essere amica di Lemon, un'eventuale relazione con Lavon la porterebbe a odiarla nuovamente, e non vuole rischiare. AnnaBeth però diventa gelosa quando vede che Ruby è tornata, è ancora visibilmente innamorata di Lavon. Gainey tenta di convincere gli studenti in vacanza a seguirlo a Fillmore, dunque Ruby aiuta Lavon ad attirare il loro interesse con una gara: mani sulla barca, ne metterà in palio una, i concorrenti devono appoggiarci le mani, chi perde il contatto con la barca viene squalificato, ad aggiudicarsela sarà soltanto l'ultima persona le cui mani sono ancora attaccate alla barca. Lemon vuole comprare il Rammer Jammer e trasformarlo in un ristorante, ma AnnaBeth non intende aiutarla, per il bene della loro amicizia non ritiene opportuno lavorare con lei, quindi Lemon partecipa alla gara e anche Wade, vogliono la barca e venderla per una cifra di cinquantamila dollari, con il guadagno potranno acquistare il Rammer Jammer.
George, che ha sempre nutrito antipatia per Jonah, da lui reputato solo un donnaiolo, è infastidito all'idea che Zoe abbia accettato di uscire con lui. George porta con sé Brick a vedere delle anatre, ma durante il tragitto, mentre Brick è al volante, sbattono contro un tronco, Brick si ferisce alla mano e George chiede a Zoe di medicargliela, dovendo rinunciare a uscire con Jonah. Quest'ultimo insinua che sia stata una bieca manipolazione di George per sabotare il loro appuntamento, ma George giura che l'incidente è stato casuale. Shelby confessa a George e Tansy che recentemente Brick ha accusato vari mal di testa, in effetti George ricorda che Brick, quando era al volante, ebbe un'emicrania, inoltre trova strano che la mano di Brick sia guarita così velocemente. George ne parla con Zoe e Jonah che in effetti li interpretano come i sintomi di un tumore, convincono Brick a sottoporsi a una risonanza magnetica nella regione cranica all'ospedale di Mobile.
Benché Brick accetti di farsi fare la risonanza, chiede che Lemon e Magnolia vengano tenute all'oscuro di tutto. Lemon si è accorta che AnnaBeth è triste nel vedere Lavon insieme a Ruby, la quale ammette che vuole tornare con lui, ama il lavoro e la vita a Dallas, ma Lavon le manca e questa volta vuole fare un tentativo per far funzionare la loro relazione. Lemon e Wade sono gli ultimi concorrenti in gara, Lemon gli confessa che desidera vincere per dimostrare a tutti che può realizzare i propri progetti senza l'aiuto di nessuno, mentre Wade che tutti reputano un rinunciatario vuole dare prova di poter vincere senza arrendersi almeno per una volta. Nonostante Brick lo avesse vietato, Zoe rivela a Lemon che suo padre è in ospedale per la risonanza, lei in ansia per il genitore toglie le mani dalla barca concedendo a Wade la vittoria per andare in ospedale, sennonché Wade ha tolto le mani nello stesso momento, hanno vinto in parità.
George confessa a Zoe che non gli piace l'idea che lei e Jonah stiano insieme, perché lui solo un playboy, non sarebbe mai capace di apprezzarla. Brick dà a tutti una bella notizia, non ha nessun tumore, si tratta solo di un'emicrania oftalmica. Ora che Lemon e Wade sono a pari merito proprietari della barca, dovrebbero dividersi il guadagno della vendita, ma in tal caso nessuno dei due avrebbe il denaro necessario per rilevare il Rammer Jammer, quindi non hanno altra scelta che comprarlo insieme in società. Lemon dà ad AnnaBeth il permesso di stare con Lavon, quindi va da lui scoprendo che Ruby ha lasciato Bluebell, infatti Lavon non aveva preso in considerazione di tornare con lei perché è AnnaBeth quella che ama, per poi baciarla.

## Questo bacio
- Titolo originale: This kiss
- Diretto da: Bethany Rooney
- Scritto da: Leila Gerstein

### Trama
Dash desidera trovare i fondi per la palestra della scuola, dunque organizza una serata a teatro assegnando ai cittadini di Bluebell dei ruoli, verrà rappresentato Romeo e Giulietta di William Shakespeare. Dash affida a George e Tansy rispettivamente i ruoli di Romeo e quello di Giulietta.
Finalmente Wade e Lemon sono pronti a inaugurare la nuova gestione del Rammer Jammer, sennonché Wanda dà le dimissione e con lei tutto il personale, nessuno vede di buon occhio che da ora il bar venga gestito da loro due. Assumono quindi nuovi dipendenti, ma lo chef ingaggiato da Lemon è troppo altezzoso e quindi si rifiuta di rispettare il menù da lui ritenuto scadente, mentre Magnolia rivela a Wade che la cameriera che lui stesso ha assunto è una liceale, non avendo ancora diciannove anni non può servire alcolici. Bill sente tutto e fa revocare al Rammer Jammer la licenza per alcolici.
George in piena notte va a trovare Zoe a casa sua e lo bacia, solo per scoprire che quello di Zoe è un sogno. Ne parla con Brick il quale le fa capire che Wade l'ha ferita benché avesse preferito lui e George, ecco perché adesso fantastica su quest'ultimo, è tentata dall'uomo che ha rifiutato per Wade. A Tansy viene al laringite e quindi Dash chiede a Zoe di prendere il suo posto nel ruolo di Giulietta.
Ormai Wade e Lemon sono sul punto di arrendersi, ma Wally li esorta a non mollare, fa capire a entrambi che gestire una propria attività non è facile, spesso anche la vita privata ne risente, ma ne vale la pena. Wade e Lemon vanno alla commissione alcolici e scoprono che l'ispettrice era tra gli aspiranti cuochi a cui però non hanno dato il lavoro. Lei restituisce la licenza e in cambio la assumono, e inaspettatamente si rivela una brava cuoca, infatti i clienti sono soddisfatti.
L'idea di baciare George, anche solo per finta, mette Zoe a disagio, all'inizio Wanda e Tom li sostituiscono, ma poi George e Zoe riprendono i loro ruoli, e si baciano. Infatti Tansy ha insistito affinché George la baciasse sebbene egli, per amore della fidanzata, era sul punto di rinunciare. George spiega a Tansy che non ha provato niente baciando Zoe, è Tansy la sola che desidera. 
Tom e Wanda si sono dati all'apicoltura dato che la madre di Tom ha regalato a entrambi delle api da allevare, il problema è che le api hanno invaso il camper di Tansy e quindi George, in presenza di Zoe, invita Tansy a vivere con lui sulla barca e lei accetta con gioia. Zoe sembra felice per loro, ma in realtà ci rimane male, ormai ha capito che George è felice con Tansy.

## Proposta di matrimonio
- Titolo originale: If tomorrow never comes
- Diretto da: Jim Hayman
- Scritto da: Alex Taub

### Trama
Amareggiata dal fatto che Tansy e George andranno a vivere insieme, Zoe mangia un pasticcino e finisce quasi col soffocarsi, si rende conto che non c'era nessuno ad aiutarla in quel momento, prendendo atto che è diventata una donna sola, senza un uomo che possa amarla. Allo studio medico, vede Jonah che parla con Brick, sembra che discutano di un caso medico di cui Brick non vuole parlarle. Zoe, con le maniere forti, sottrae a Jonah la cartella medica di cui discuteva con lo zio, e scopre che il paziente è proprio Brick: aveva mentito, non stava male per colpa di un'emicrania ma per un tumore non secernente all'ipofisi. Brick deve operarsi, ma non è grave, gli unici a saperlo oltre a Zoe sono Jonah e Shelby.
Sia Wade che Lemon investono il denaro del Rammer Jammer senza che nessuno dei due consulti l'altro, infatti Wade ha acquistato un televisore al plasma per farne un bar dello sport mentre Lemon vuole ristrutturare il locale affinché accolta eventi come salotti letterari e degustazioni di vini.
Dato che Tansy ore vive con George sulla barca, invita i suoi tre fratelli a stare con loro, George prova a trascorrere del tempo con i fratelli di Tansy ma si rivelano estremamente immaturi e scapestrati. Zoe parla con Shelby affermando che apprezza molto che lei si sia rivelata una compagna premurosa per Brick; tuttavia Jonah rimprovera Zoe perché Shelby ha lasciato Brick con una lettera che Jonah fortunatamente non ha fatto leggere allo zio, infatti  Shelby ha travisato il significato delle parole di Zoe temendo che l'operazione di Brick sia rischiosa e che possa morire sotto i ferri.
Le Belles vanno al Rammer Jammar per una degustazioni di vini, proprio quando contemporaneamente il sindacato degli scaricatori di porto è lì per assistere in TV agli incontri di arti marziali miste. Lemon taglia il cavo della TV, tuttavia lei e Wade gestiscono bene la cosa, la serata va a gonfie vele infatti Wade prepara dei cocktail per tutti, gli scaricatori di porto e Le Belles finiscono col divertirsi. Intanto Zoe trova Shelby al centro commerciale, con la minaccia di rubarle i buoni sconto, la costringe a venire con lei in ospedale dato che Brick si opererà a breve. Quest'ultimo, prima di entrare in sala operatoria, chiede a Shelby di sposarlo e lei gli risponde di sì.
I fratelli Truitt tentano di vandalizzare l'auto di Bill, quest'ultimo quindi li arresta e telefona a George. Egli va alla stazione dello sceriffo e convince Bill a lasciarli andare, con la promessa che saranno sotto la sua custodia, anche se sono degli irresponsabili, sono comunque i fratelli di Tansy, che ormai George vede come la sua famiglia. Quest'ultima ha sentito le sue belle parole, apprezzando tanto la sua gentilezza, ma in ogni caso ha capito che i suoi fratelli non possono vivere sulla barca con lei e George e dunque li costringe a stare nel suo camper che è appena stato disinfestato dalle api.
Jonah si arrabbia con Zoe, si è intromessa e adesso per colpa sua Brick sposerà una donna inaffidabile. Zoe gli confessa che Brick è quasi un padre per lei, ecco perché non è stata capace di stare in disparte. Tuttavia Zoe decide di raccontare la verità a Brick, ma non è necessario, Shelby è stata sincera e gli ha raccontato tutto, anche tutto quello che Zoe ha fatto per lui. Brick non è arrabbiato, Shelby si era comportata così soltanto perché era spaventata, ma lui desidera amarla finché il tempo glielo concederà
Wanda rivela a Lemon e Wade che gli incassi della serata sono stati i più alti da quando loro due hanno rilevato l'attività, ora hanno capito che le loro idee, seppur diverse, possono coesistere. Decidono di abbattere una parete in modo da ristrutturare uno degli interni per farne una stanza polifunzionale e ospitare eventi di tutti i tipi, ma commettono un errore perché il soffitto crolla.
George è tutto solo nella sua barca e viene raggiunto da Zoe la quale ammette che prova dei sentimenti per lui, adesso ha capito di aver sbagliato e non voler stare con George quando lui aveva lasciato Lemon, e deve sapere se sarebbe disposto a darle una possibilità. George si arrabbia con lei, non ha il diritto di fargli una proposta del genere, lui adesso ha una relazione seria con Tansy la quale è una donna eccezionale, non ha nessuna intenzione di stare con Zoe che per tutto questo tempo non ha fatto che rifiutarlo.

## Andare avanti
- Titolo originale: I'm moving on
- Diretto da: Janice Cooke
- Scritto da: Donald Todd

### Trama
Zoe si scusa con George per quello che gli aveva detto, lui non è arrabbiato e quindi la perdona. George rivela a Tansy quello che è accaduto, ma le spiega che non ha nulla da temere, Zoe gli ha promesso che non si comporterà mai più così.
Al Rammer Jammer viene fatta una perizia dalla quale emerge che il problema non è solo il soffitto, infatti i tubi di cablaggio sono vecchi, c'è anche la carie del legno, e l'impianto antincendio perde. Wade sminuisce il problema, si vuole illudere di poter riparare tutto da solo, ma nel farlo il soffitto crolla per la seconda volta. Wade allora chiede aiuto a un carpentiere che ha una tariffa economica, ma lui lo imbroglia: oltre a non riparare nulla, ruba al Rammer Jammer i soldi dal registratore di cassa.
Mentre Lavon passeggia per AnnaBeth, compiaciuto che nel confine con Fillmore non verrà costruito il centro commerciale, lui e la fidanzata sentono un cattivo odore, indagano e nel bosco, proprio nel confine con Fillmore, vedono delle pale caricatrici che hanno portati lì dei rifiuti. Lavon capisce che è opera di Gainey, vuole farla pagare a Lavon per avergli impedito la realizzazione del centro commerciale, i rifiuti sono nel confine di Fillmore e dunque Lavon non può rimuoverli benché gli diano fastidio.
Rose e Max vanno al ballo della scuola, tra l'altro presentano a Zoe il padre di Max, ovvero Michael, lui e la moglie hanno divorziato, si rivela un uomo simpatico e gentile, verso il quale Zoe si sente attratta. A Michael e George viene chiesto di fare da chaperon e quindi quest'ultimo porta con sé Tansy, anche Zoe va al ballo dato che vuole trascorrere del tempo con Michael, i due ballano insieme e Zoe gli confessa che vorrebbe uscire con lui. Michael però è costretto a spiegarle che non nutre interesse per lei, ha accettato di conoscerla solo perché Rose e Max avevano insistito dato che non volevano vederla tutta sola, Michael ha sentito varie voci su Zoe e sulla sua vita sentimentale, lei non gli interessa perché ha capito che Zoe è attratta solo dai problemi.
Wade si scusa con Lemon, non avrebbe dovuto gestire da solo i lavori di riparazione, non ha fatto altro che peggiorare le cose. Lemon chiede dei soldi a Brick, egli sarebbe ben disposto a darglieli, ma Shelby fa notare a Lemon che lei si è sentita soddisfatta solo quando ha iniziato a gestire il Rammer Jammer con le sue sole forze, chiedere dei soldi in prestito equivarrebbe a rinunciare alla possibilità di essere indipendente. Lavon si offre di prestare lui a Lemon i soldi che le servono, ma poi lei capisce che Shelby ha ragione, li rifiuta perché non si sentirebbe a suo agio ad accettare il denaro du un altro.
Al ballo scolastico, Tansy vedendo Zoe, non riesce a reprimere la sua rabbia, era andata da George confessandole ciò che prova per lui perché sperava che quest'ultimo lasciasse Tansy per stare con lei, Zoe non aveva il diritto di tentare di portarle via il fidanzato, accusandola di peccare sempre di egocentrismo. Zoe si scusa finendo col rendersi ridicola davanti a tutti urlando «c'è qualcosa di terribilmente sbagliato in me» tanto che Michael la invita ad andarsene avendo solo confermato che lui ha ragione: Zoe cerca solo i drammi.
AnnaBeth, avendo notato che la moglie di Gainey è più ragionevole rispetto al marito, si vede di nascosto con lei tentando un compromesso per la rimozione dei rifiuti, dato che tutto è iniziato con Lavon che aveva impedito la costruzione del centro commerciale. AnnaBeth va da Lavon spiegandogli che Gainey rimuoverà i rifiuti, ma in cambio Bluebell deve rinunciare ai fuochi d'artificio alla parata del 4 luglio. AnnaBeth è stata astuta perché in realtà Bluebell non ha rinunciato a niente visto che il corpo dei vigili del fuoco avevano già proibito i fuochi d'artificio dato che l'anno scorso avevano bruciato il pontile.
Visto che Lavon ha capito che Lemon non accetterà il suo denaro, decide di aiutare lei e Wade in un altro modo, ha fatto chiamare i cittadini di Bluebell che lavorando tutti insieme ristruttureranno il Rammer Jammer il quale verrà riaperto a breve. Tansy chiede a George di lasciare Bluebell insieme, possono ricomincia in un'altra città, ma restando lì la figura di Zoe rischierà sempre di essere ingombrante nel loro rapporto. Wade torna a casa e vede che c'è Zoe ad attenderlo, si sente triste e gli chiede di fare l'amore con lei.

## Una nuova avventura
- Titolo originale: On the road again
- Diretto da: Tim Matheson
- Scritto da: Leila Gerstein e Len Goldstein

### Trama
Di prima mattina George va a trovare Zoe a casa sua scoprendo che ha fatto sesso con Wade, cosa di cui lei è già pentita. Zoe scopre da Wanda che tra Tansy e George è finita, quindi Zoe va da George per una riconciliazione, ma lui ammette che prova solo indifferenza verso di lei: l'amore che li univa era solo un'illusione, è Wade il solo che ama anche se Zoe si ostina a negarlo. Su consiglio di Lavon, la ragazza decide di andare a New York per un po' dato che è stata invitata a un matrimonio. Wade, contento che George e Zoe non si metteranno più insieme, va da lei con della birra e le propone di fare sesso, credendo che possano tornare a divertirsi come amanti, Zoe però disgustata lo caccia via in malo modo.
Le Belles, alla luce del fatto che Lemon, essendo ora una lavoratrice, non può dedicare più tempo come prima al loro comitato, le propongono di sostituirla temporaneamente con un'altra ad interim e visto che AnnaBeth si rifiuta, la scelta ricade su Crickett. Lemon, pur di impressionare Le Belles, decide di invitare i Gloriana al Rammer Jammer, quindi lei e Wade vanno a Birmingham per chiedere loro un'esibizione, li contatta anche con una telefonata sperando di convincerli a venire al Rammer Jammer.
Zoe prende un volo per New York, con lei c'è anche Jonah, ad un tratto un uomo perde i sensi e quindi Zoe e Jonah gli prestano soccorso. Quest'ultimo teme che si tratti di uno pneumotorace iperteso, quindi è necessario intervenire tramite toracostomia, ma Zoe gli fa notare che le labbra dell'uomo hanno un colorito blu, se fosse pneumotorace iperteso sarebbero bianche. Jonah ha capito che si tratta di ipossiemia, quindi Zoe chiede aiuto alla passeggera che era seduta accanto a lei che infatti ha dell'epinefrina, la inietta all'uomo che guarisce.
Mentre Wade e Lemon sono insieme in auto, quest'ultima riceve una chiamata da Crickett che le rivela di un'intervista televisiva su Zoe, la quale ha salvato l'uomo sull'aereo che ha fatto un atterraggio di emergenza a Quinby. Lemon fa notare a Wade quanto lui sia cambiato da quando non sta più con Zoe, infatti non è più stato con altre donne e adesso è più a contatto con i propri sentimenti, capendo quindi che ora è un uomo migliore, invece che andare a Birmingham decide di raggiungere Zoe e di riconquistarla. Quest'ultima è diretta ad Atlanta con Jonah per prendere lì il volo per New York; Jonah le fa notare quanto lei sia soddisfatta per come ha salvato quell'uomo, per tutto questo tempo si è concentrata sull'instabilità della propria vita sentimentale, quando in realtà dovrebbe ricomincia a praticare medicina con serietà. Jonah le suggerisce di lasciare a Brick la gestione dello studio medico per l'estate, in fondo aveva iniziato a lavorare come medico generico perché le era stato imposto dal suo vecchio primario, ma ora probabilmente riavrebbe il suo impiego a New York, nell'ospedale dove lavorava.
Gainey si presenta a casa di Lavon per regalargli una torta, ma in realtà è solo un modo per distrarlo e rubargli Burt Reynolds, il suo alligatore a cui è tanto affezionato. Lavon, con l'aiuto di Tom, Polpetta, Wanda, Frank, del sergente e del reverendo Mayfair organizza un piano per riprenderselo. Quest'ultimo propone un piano basato su Ocean's Eleven dove Tom ruberà la chiave del fienile dove Burt Reynolds è tenuto chiuso fingendosi un parcheggiatore del ristorante dove Gainey andrà a pranzare, infine Lavon, Wanda, Frank, Polpetta e il sergente vanno nel fienile ma finiscono col rimanervi intrappolati. AnnaBeth, dopo aver saputo da Tom quello che sta succedendo, interviene e con un pick-up sfonda la parete del fienile liberando tutti portando in salvo Burt Reynolds.
Wade e Lemon raggiungono Jonah e Zoe, finalmente Wade le confessa di amarla, si scusa per il modo grottesco con cui aveva tentato di sedurla, comportandosi così stava solo tornando a essere il Wade di prima, Zoe ha sempre creduto in lui più di quanto lo stesso Wade abbia mai fatto e temendo che l'avrebbe poi delusa ha commesso l'errore di sabotare la loro relazione. Wade le promette che da ora sarà l'uomo che lei merita, lui crede che Zoe tornerà a Bluebell dopo aver trascorso a New York il week-end ma lei è costretta a disilluderlo: resterà a New York per l'intera estate, il primario dell'ospedale in cui lavorava ha deciso di riassumerla. Apprezza le parole di Wade e sa che prova qualcosa per lui, ma deve mettere distanza da Wade per superare i sentimenti conflittuali che prova verso il suo ex.
George aiuta Lily presentando un'ingiunzione contro un politico che voleva usare abusivamente il testo di una sua canzone. George le rivela quanto si senta affranto per come Zoe lo ha trattato, ha lasciato sia Tansy che Lemon per lei, e Zoe non ha fatto altro che preferire Wade a lui. Lily gli suggerisce di scrivere una canzone di odio contro Zoe, e lo invita a seguirla in tournée. Quando Lemon e Wade tornano al Rammer Jammer scoprono con soddisfazione che i Gloriana si stanno esibendo, sono stati convinti dalla telefonata di Lemon. Zoe torna a New York, va al matrimonio, con Jonah a tenerle compagnia.